# فراه رود
فراه‌رود (اوستایی: Fradaθā/فرَدَثا؛ لاتین: Farahrud) رودی است که در غرب افغانستان جاری است و از رشته‌کوه بند بیان منبع می‌گیرد. این رود با طول ۵۶۰ کیلومتر به هامون هلمند در مرز ایران و افغانستان می‌ریزد. این رود از کنار شهر فراه می گذرد. 
به گزارش وبسایت بی‌بی‌سی فارسی در ۸ مارس ۲۰۱۹ اشرف غنی آغاز کار سد بخش‌آباد را به مردم فراه وعده‌داد. محمد اشرف غنی، رئیس‌جمهوری وقت افغانستان در ادامه سفرش به ولایت فراه گفت که کار طراحی تفصیلی سد بخش‌آباد این ولایت به اتمام رسیده و تا هفته آینده قرارداد کانال‌های انحرافی این سد در کمیسیون تدارکات ملی نهایی و کار عملی این سد آغاز خواهدشد. او گفته که برای ساخت سد بخش‌آباد، تلاش خواهدکرد. سد بخش‌آباد روی رودخانه فراه‌رود ساخته خواهد شد که آب آن به ایران سرازیر می‌شود. براساس مطالعات دولت افغانستان، طول این سد حدود ۲۷ کیلومتر برآورد شده‌است. این سد توانایی ذخیره حدود ۱ میلیارد متر مکعب آب را خواهد داشت.